# Гегненберг-Дукс
Гегненберг-Дукс (нем. Hegnenberg-Dux) — баварская дворянская семья, возникшая в XVI в. и пресёкшаяся в мужском ветви в 1902 г. Морганатическая ветвь дома Виттельсбахов.

## История
Родоначальник рода Георг фон Гегненберг — внебрачный сын герцога Баварии Вильгельма IV от морганастического брака с Маргаритой Хауснер фон Штеттберг, родившийся около 1509 г. (по другим данным, в 1511 г.). Георг прибыл ко двору императора Священной Римской империи Карла V в качестве пажа и вырос при его дворе. Во время битвы при Павии 1525 г. он узнал короля Франции Франциска I по его браслету и помог захватить его. В память об этом Георгу разрешили носить герб, на котором уменьшенный палатинский лев Виттельсбахов был увенчанн как герцогской короной, так и четырьмя лилиями Бурбонов. Теперь он называл себя рыцарем Георгом Дуксом («герцог» на немецком языке), что указывало на его герцогское происхождение.
Баварский курфюрст Фердинанд Мария 2 октября 1673 года возвел курфюршестского советника и вильдмайстера Фридриха Петера фон Хегненберг-Дукса в ранг фрайгерра. 3 сентября 1790 г. курфюрст Карл Теодор в качестве имперского викария назначил действительного тайного советника Георга Антона Людвига фон Хегненберг-Дукса (1749—1819) имперским графом.
Фридрих фон Хегненберг-Дукс, владелец хофмарка Хегненберга, был, среди прочего, министром иностранных дел и председателем Совета министров Королевства Бавария. После смерти его сына Лотаря фон Хегненберга-Дукса семья вымерла в мужском колене в 1902 году.

## Известные представители
- Георг фон Гегненберг (ум. 1596) — основатель династии.
- Георг Антон Людвиг фон Хегненберг-Дукс (1749—1819) — действительный тайный советник.
- Георг Максимилиан фон Гегнеберг-Дукс (1775—1835) — баварский землевладелец, полковник и депутат.
- Фридрих Максимилиан фон Гегнеберг-Дукс (1810—1872), баварский землевладелец и политик